# TransNamib
TransNamib je státní železniční společnost v Namibii. Má strukturu holdingu, provozuje nákladní i osobní dopravu. Sídlo společnosti se nachází v hlavním městě Namibie Windhoeku.

## Historie
První lokální trať byla vybudována pro komerční účely v roce 1895 firmou Damaraland Guano Company. První veřejné železnice a základ dnešní sítě postavila německá koloniální vláda. Trať spojující Swakopmund a Windhoek v délce 383 kilometrů byla uvedena do provozu 19. června 1902. Po první světové válce převzaly německou společnost Železnice Jižní Afriky, a propojily jí s jihoafrickou sítí. Po válce (1966 až 1988) a vyhlášení nezávislosti Namibie v roce 1990 převzal národní železniční síť TransNamib.

## Tratě

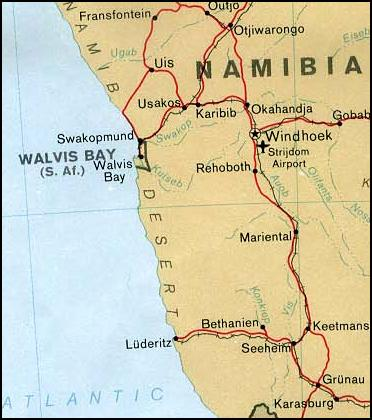
Mapa hlavních železničních tratí v Namibii (kolem roku 1990)

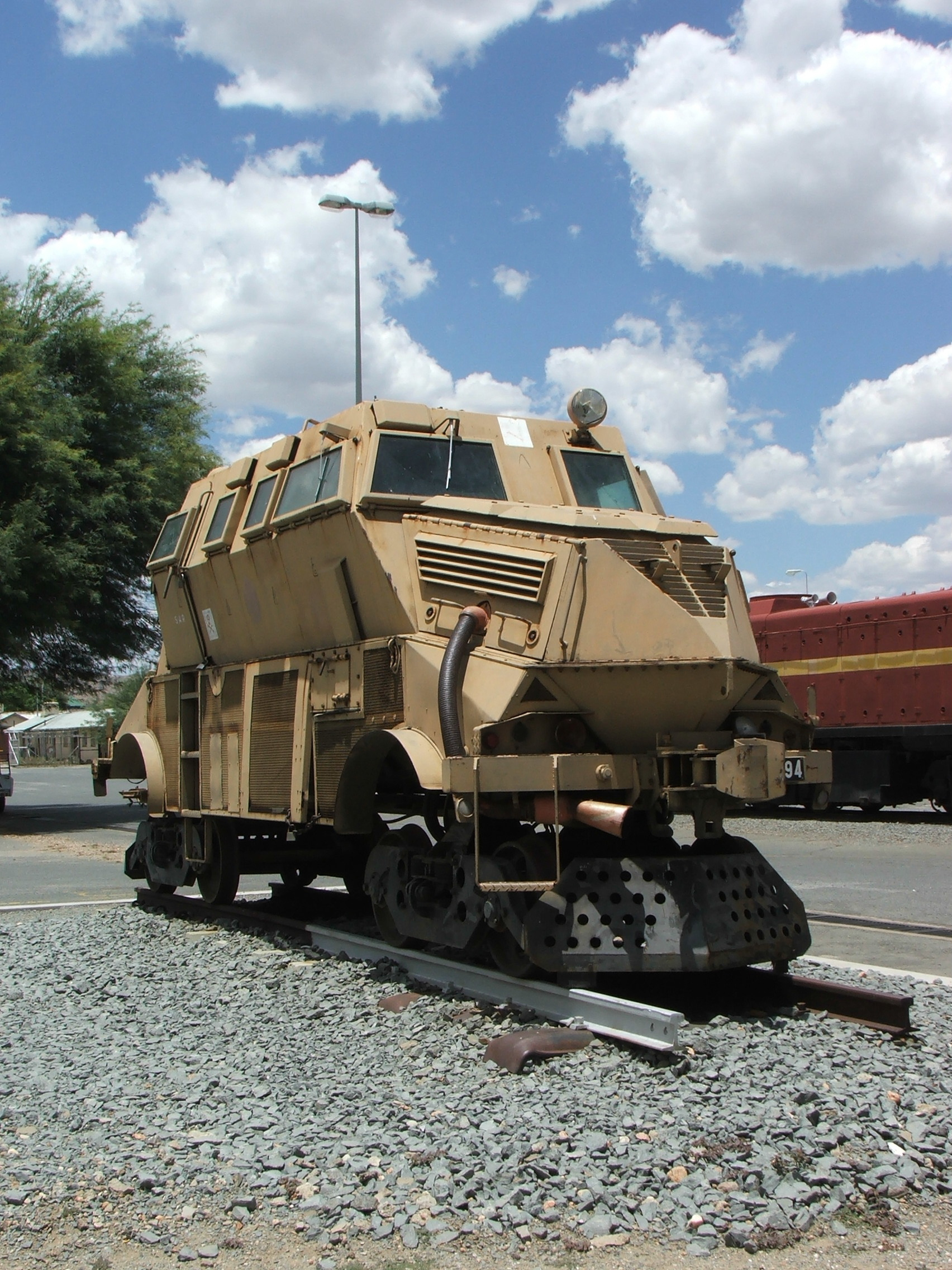
Pancéřovaný železniční vůz v muzeu ve Windhoeku

TransNamib provozovala v roce 2005 dopravu na 2883 kilometrech tratí (1995). Od té doby byly vybudovány nové tratě díky rozšíření sítě na sever. Rozchod kolejí je 1067 mm. Ačkoliv je v objemu tržeb mnohem důležitější nákladní doprava, přeprava osob je na vzestupu. Je provozována pod značkou Starline. Mezi Windhoekem a Swakopmundem jezdí od 3. dubna 1998 i pravidelný turistický vlak „Desert Express”. Ve Windhoeku se nachází i železniční muzeum společnosti TransNamib.

## Hlavní trasy a stanice
- Windhoek-Tsumeb/Walvis Bay
  - Windhoek
  - Okahandja
  - Karibib
    - Swakopmund
    - Walvis Bay

  - Okaruru
  - Otjiwarango
  - Tsumeb

- Northern Extension:[2]
  - Tsumeb
  - Ondangwa (dokončena 2006)
  - Oshikango (ve stavbě, v budoucnu plánováno spojení s Angolou)

- Winhoek-Gobabis
  - Windhoek
  - Neudamm
  - Omitara
  - Gobabis

- Windhoek-Upington
  - Windhoek
  - Rehoboth
  - Mariental
    - Maltahöhe

  - Gibeon
  - Asab
  - Tses
  - Keetmanshoop
  - Seeheim
    - Lüderitz

  - Karasburg
  - Upington, Jihoafrická republika

- Mariental-Gochas/Aranas
  - Mariental
  - Stampriet
    - Gochas

  - Aranis